# Star Dragon
Star Dragon je hra pro počítače Sinclair ZX Spectrum a kompatibilní (například Didaktik). Jedná se o hru českého původu, jejím autorem je Patrik Rak, autorem grafiky je Milan Matoušek, autorem hudby je František Fuka. Vydavatelem hry byla společnost Ultrasoft, která hru vydala v roce 1990. Hru znovu vydala v roce 1991 společnost Proxima – Software jako součást souboru her Letris.
Jedná se o vesmírnou střílečku. Hráč ovládá malou kosmickou stíhačku pojmenovanou Star Dragon a jeho úkolem je ničit nástrahy nepřátel. Navíc musí doplňovat palivo a munici, neboť jejich zásoba není neomezená. Hra má šest úrovní, konče každé čeká silný nepřítel.
Hru je možné ovládat pomocí klávesnice nebo pomocí Kempston joysticku.